# Steinbourg
Steinbourg est une commune française située dans la circonscription administrative du Bas-Rhin et, depuis le 1er janvier 2021, dans le territoire de la Collectivité européenne d'Alsace, en région Grand Est.
Cette commune se trouve dans la région historique et culturelle d'Alsace.

## Géographie
La commune de Steinbourg est située à 6 km à l'est de Saverne, chef-lieu du canton et d’arrondissement.

Outre les voies de communication qui la desservent (sortie autoroute A4, route départementale no 421, chemins départementaux n° 83 et 716, voie ferrée Strasbourg-Paris, canal de la Marne au Rhin), le village est doté d’un aérodrome, jadis terrain d’exercices des troupes françaises puis allemandes, où s’entraînent aujourd’hui les amateurs de vols aériens, planeurs et ULM.

Le village se regroupe sur une colline, autour d’un point central formé par l’église, les écoles, l’ancien château (mairie).

Au fil des années, il s'est étendu le long des quatre grands axes qui se recoupent en lui ; çà et là, des lotissements ont vu le jour.

Aujourd'hui, le village s'étend sur près de 2,5 km. Le gros du bourg se situe néanmoins sur la rive gauche de la Zorn, qui traverse la commune et conflue avec la Zinsel du Sud à la sortie de l’agglomération. L’autre partie (rive droite) et plus précisément celle au-delà de la voie ferrée et du canal de la Marne au Rhin, constitue ce qu’on pourrait appeler le nouveau Steinbourg avec ses lotissements « Gross Gerieth », « Klein Gerieth » et « Kreutzwald ».

Steinbourg est traversée par le grand itinéraire cyclable EuroVelo 5 (EV5 Via Francigena de Londres à Rome/Brindisi) qui emprunte le chemin de halage du canal.

### Communes limitrophes
| Ernolsheim-lès-Saverne | Dossenheim-sur-Zinsel | Hattmatt    |
| Saint-Jean-Saverne     | Steinbourg            | Rosenwiller |
| Monswiller             | Waldolwisheim         | Dettwiller  |

### Hydrographie
La commune est dans le bassin versant du Rhin au sein du bassin Rhin-Meuse. Elle est drainée par le canal de la Marne au Rhin, la Zorn, la Zinsel du Sud, le ruisseau le Liesgraben, le ruisseau le Schalckbaechel, le ruisseau le Wisselgraben, le ruisseau le Wullbach et la Zornhof Dérivation,.
Le canal de la Marne au Rhin, d'une longueur totale de 314 km, et 178 écluses à l'origine, relie la Marne (à Vitry-le-François) au Rhin (à Strasbourg). Par le canal latéral de la Marne, il est connecté au réseau navigable de la Seine vers l'Île-de-France et la Normandie.
La Zorn, d'une longueur totale de 96,7 km, prend sa source dans la commune de Walscheid et se jette  dans le canal de la Marne au Rhin à Rohrwiller, après avoir traversé 34 communes. Les caractéristiques hydrologiques de la Zorn sont données par la station hydrologique située sur la commune de Saverne. Le débit moyen mensuel est de 2,1 m3/s. Le débit moyen journalier maximum est de 42,2 m3/s, atteint lors de la crue du 26 mai 1983. Le débit instantané maximal est quant à lui de 45,6 m3/s, atteint le même jour.
La Zinsel du Sud, d'une longueur totale de 30,9 km, prend sa source dans la commune de Wintersbourg et se jette  dans la Zorn sur la commune, après avoir traversé 15 communes.

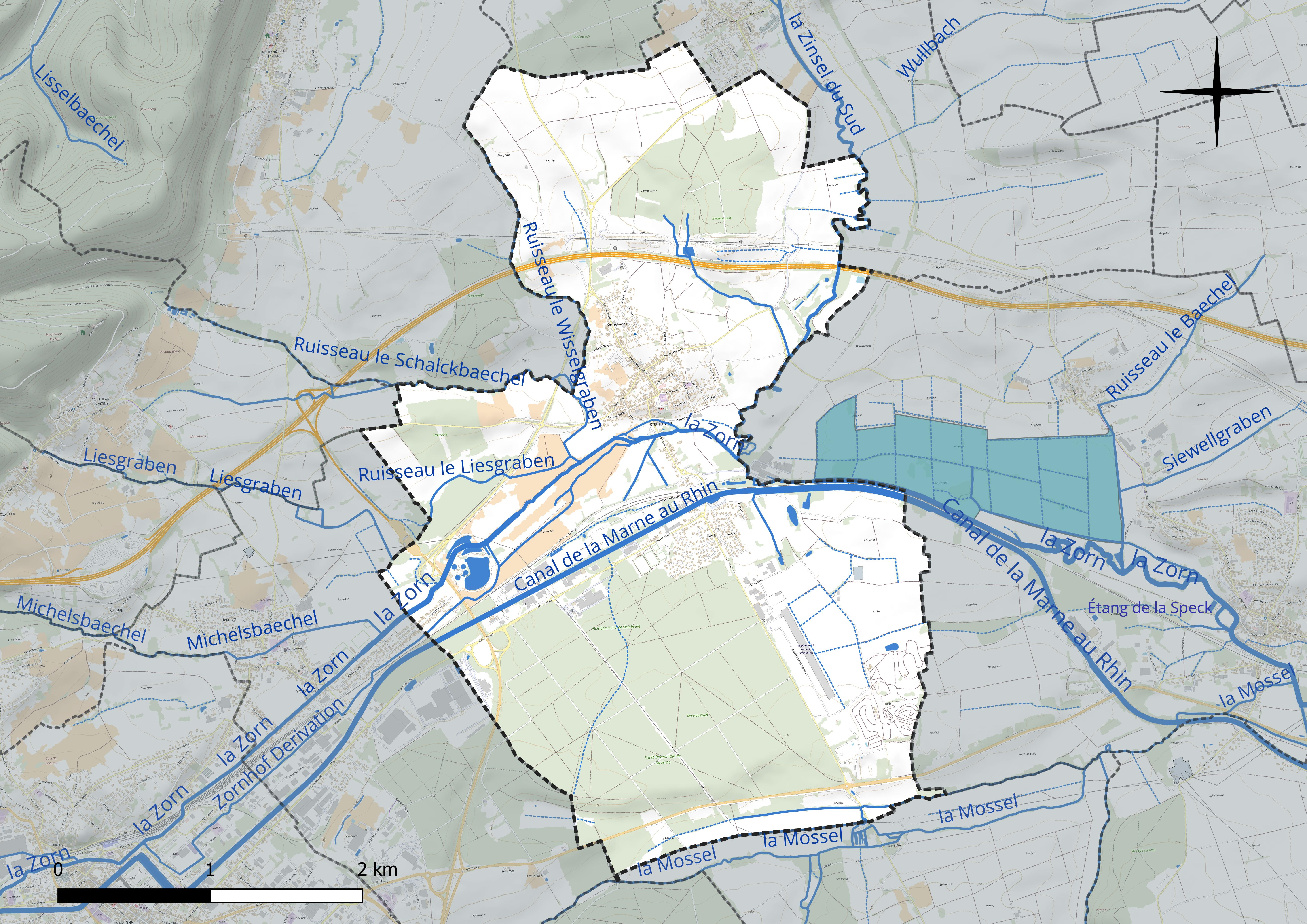
Réseau hydrographique de Steinbourg.

Un plan d'eau complète le réseau hydrographique : le plan d'eau des Rohan (2,9 ha),.

### Climat
Pour des articles plus généraux, voir Climat du Grand Est et Climat du Bas-Rhin.
En 2010, le climat de la commune est de type climat des marges montargnardes, selon une étude du Centre national de la recherche scientifique s'appuyant sur une série de données couvrant la période 1971-2000. En 2020, Météo-France publie une typologie des climats de la France métropolitaine dans laquelle la commune est exposée à un climat semi-continental et est dans la région climatique  Vosges, caractérisée par une pluviométrie très élevée (1 500 à 2 000 mm/an) en toutes saisons et un hiver rude (moins de 1 °C).
Pour la période 1971-2000, la température annuelle moyenne est de 10,5 °C, avec une amplitude thermique annuelle de 17,6 °C. Le cumul annuel moyen de précipitations est de 741 mm, avec 10,9 jours de précipitations en janvier et 10 jours en juillet. Pour la période 1991-2020, la température moyenne annuelle observée sur la station météorologique de Météo-France la plus proche, « Waltenheim-sur-zorn », sur la commune de Waltenheim-sur-Zorn à 16 km à vol d'oiseau, est de 11,3 °C et le cumul annuel moyen de précipitations est de 652,2 mm. 
La température maximale relevée sur cette station est de 38 °C, atteinte le 7 août 2015 ; la température minimale est de −14,9 °C, atteinte le 20 décembre 2009,,.
Les paramètres climatiques de la commune ont été estimés pour le milieu du siècle (2041-2070) selon différents scénarios d'émission de gaz à effet de serre à partir des nouvelles projections climatiques de référence DRIAS-2020. Ils sont consultables sur un site dédié publié par Météo-France en novembre 2022.

## Urbanisme

### Typologie
Au 1er janvier 2024, Steinbourg est catégorisée bourg rural, selon la nouvelle grille communale de densité à sept niveaux définie par l'Insee en 2022.
Elle appartient à l'unité urbaine de Saverne, une agglomération intra-départementale regroupant huit  communes, dont elle est une commune de la banlieue,,. Par ailleurs la commune fait partie de l'aire d'attraction de Strasbourg (partie française), dont elle est une commune de la couronne,. Cette aire, qui regroupe 268 communes, est catégorisée dans les aires de 700 000 habitants ou plus (hors Paris),.

### Occupation des sols
L'occupation des sols de la commune, telle qu'elle ressort de la base de données européenne d’occupation biophysique des sols Corine Land Cover (CLC), est marquée par l'importance des territoires agricoles (44,1 % en 2018), en diminution par rapport à 1990 (49,7 %). La répartition détaillée en 2018 est la suivante : 
forêts (34,2 %), terres arables (19,6 %), prairies (19,3 %), zones urbanisées (8,3 %), zones industrielles ou commerciales et réseaux de communication (7,9 %), cultures permanentes (5,2 %), espaces verts artificialisés, non agricoles (3,6 %), milieux à végétation arbustive et/ou herbacée (2 %). L'évolution de l’occupation des sols de la commune et de ses infrastructures peut être observée sur les différentes représentations cartographiques du territoire : la carte de Cassini (XVIIIe siècle), la carte d'état-major (1820-1866) et les cartes ou photos aériennes de l'IGN pour la période actuelle (1950 à aujourd'hui).

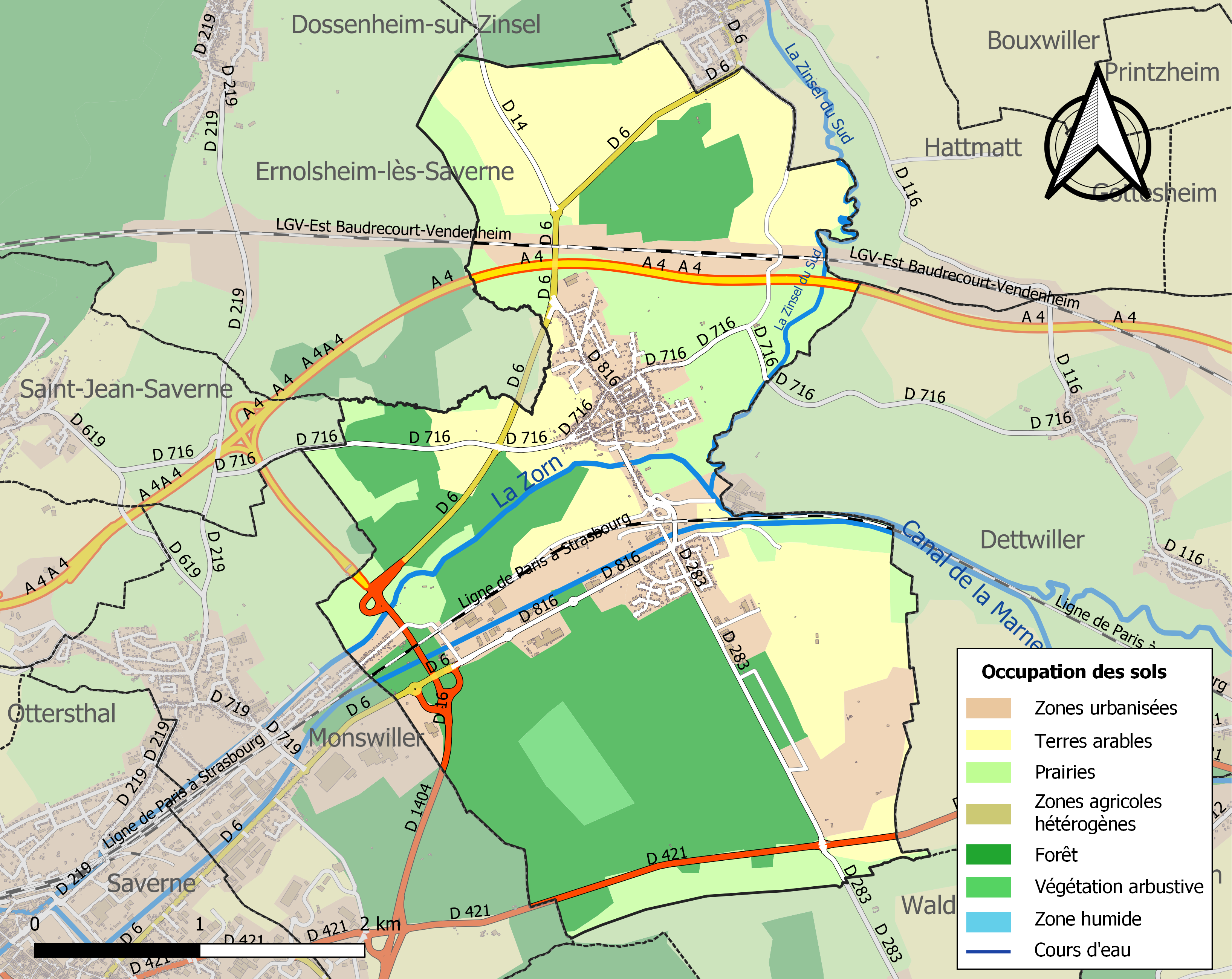
Carte des infrastructures et de l'occupation des sols de la commune en 2018 (CLC).

## Histoire
L'histoire du village est plus récente que celle de Monswiller, Dettwiller ou encore Waldolwisheim. Dans la forêt de Monsau, deux tumuli, signalés par F. Conrad en 1997, un premier, intact, d'un diamètre de 20 mètres et un deuxième de 90 mètres, éventré par l'implantation d'une route au XVIIIe siècle, puis un lingot de fer gallo-romain bipyramidal détenu par le Musée archéologique de Saverne témoignent d'une présence à Steinbourg. Les fouilles archéologiques, à l'emplacement du tracé LGV, au nord du village sur la colline de l'Altenberg et du Ramsberg, en 2008, 2009 et 2010, sous la direction de Jean-Batiste Gervreau retrouvent un établissement rural gallo-romain de type villa, un temple et une statue, une ferme gauloise et des tombes médiévales, du début de l'Antiquité et de la première moitié du IVe siècle. Le nom original du village "Steinwirki" (aujourd'hui encore appelé le village Steiweri en alsacien, nouvelle dénomination écrite sur les pancartes depuis 1995) est d'origine francique et signifie « installations défensives. » Steinbourg était en effet situé sur une colline surplombant la Zorn, à la croisée de la route romane du Piémont des Vosges et de la route préromaine de la Moselle. L'origine des armoiries de Steinbourg, l'épée de saint Paul et la clé de saint Pierre rappellent les saints Patrons de la paroisse qui sont également ceux du couvent de Schwarzach-Rheinmunster (Rastatt). Le nom de Steinbourg apparaît pour la première fois dans un acte d'échange de terres établi au palais impérial d'Aix-la-Chapelle en l'an 828, entre l'abbé Waldo du couvent de Schwarzach-Rheinmunster et le comte Erchanger, comte Souabe et de Brisgau, père de sainte Richarde, fondatrice de l'abbaye d'Andlau. La création de la commune du temps des châteaux forts (nom en -burg et forteresse présente au XIIe siècle), escamotait son nom d'origine, Steingewircke, en 1120, dans la comptabilité de l'abbaye d'Andlau. Au XIVe siècle, Steinbourg appartient aux nobles Stahel de Westhoffen. C’est en 1412 que Jean Stahel de Westhoffen vend à l’évêque de Strasbourg, Guillaume II. Andlau garde la cour colongère et le droit de patronage du village. En 1439, la commune est le théâtre d’une bataille entre le comte de Lichtenberg et les Armagnacs. Entre 1487 et 1525, sous Louis XIV, la commune s'appelle Astambourg. En 1588, l’évêque de Strasbourg réunit tout le domaine à l’évêché. En 1622, Steinbourg est le quartier général des troupes de Mansfeld, qui occupent Saverne. En 1636, les Suédois détruisirent complètement le village. En 1669, apparaît le nom de Steinbourg, le radical Stein (pierre) fait référence à d'anciennes carrières de pierres. En 1681, celui-ci accorda en fief à la famille des Mayerhoffen les biens et dépendances de la colonge ainsi que le château. Le château est vendu, en 1860, puis revendu en 1938, pour devenir propriété communale en 1955 et abrite actuellement les locaux de la mairie et de la bibliothèque municipale. En 1870, des zouaves de l’arrière-garde des forces françaises de Mac-Mahon affrontent des éclaireurs prussiens. Le village est menacé par l’artillerie lourde allemande de destruction totale si les francs-tireurs ne se soumettent pas. Grâce à l’intervention du maire et d’une religieuse, la localité est épargnée. Sous l’occupation allemande de 1940, une résistance passive, puis virulente des Steinbourgeois, exaspère les Allemands qui investissent le village un dimanche de 1941 avec plusieurs compagnies. La population se barricade dans les maisons et dans l’église. Les militaires arrachent les volets et font sortir les habitants sur la place de l’école, certains humiliés, frappé, déportés au camp de Schirmeck et des jeunes gens incorporés de force dans l’armée allemande, dont un nombre important fut envoyé sur le front russe. Steinbourg est libérée le 22 novembre 1944 à la plus grande joie d’une population qui n'a jamais perdu l’espoir de redevenir française.

### Héraldique
| Blason de Steinbourg | Blason  | Sur fond rouge, une épée d'argent et une clé se croisent en diagonale de gueules, à l'épée d'argent et à la clé d'or posées en sautoir. |
| Blason de Steinbourg | Détails | Sur les papiers officiels de la mairie de Steinbourg, les armes sont simplifiées sous la forme d'une clé et d'une épée qui se croisent, attributs des princes des apôtres saints Pierre et Paul, patrons de la paroisse et de l'évêché de Strasbourg auquel appartenait la commune du XVe au XVIIe siècle. Dans l'armorial de la généralité d'Alsace, recueil officiel dressé sous les ordres de Louis XIV, les armes de la commune de Steinbourg sont définies ainsi : Porte d'azur à un St Pierre posé à dextre et un St Paul posé à séquestre, le tout d'or. |

## Démographie
L'évolution du nombre d'habitants est connue à travers les recensements de la population effectués dans la commune depuis 1793. Pour les communes de moins de 10 000 habitants, une enquête de recensement portant sur toute la population est réalisée tous les cinq ans, les populations de référence des années intermédiaires étant quant à elles estimées par interpolation ou extrapolation. Pour la commune, le premier recensement exhaustif entrant dans le cadre du nouveau dispositif a été réalisé en 2004.

En 2022, la commune comptait 1 928 habitants, en évolution de −4,37 % par rapport à 2016 (Bas-Rhin : +3,17 %, France hors Mayotte : +2,11 %).
| 1793 | 1800 | 1806 | 1821  | 1831  | 1836  | 1841  | 1846  | 1851  |
| ---- | ---- | ---- | ----- | ----- | ----- | ----- | ----- | ----- |
| 713  | 753  | 862  | 1 039 | 1 144 | 1 144 | 1 111 | 1 234 | 1 207 |

| 1856  | 1861  | 1866  | 1871  | 1875  | 1880  | 1885  | 1890  | 1895  |
| ----- | ----- | ----- | ----- | ----- | ----- | ----- | ----- | ----- |
| 1 126 | 1 174 | 1 212 | 1 224 | 1 371 | 1 444 | 1 406 | 1 472 | 1 437 |

| 1900  | 1905  | 1910  | 1921  | 1926  | 1931  | 1936  | 1946  | 1954  |
| ----- | ----- | ----- | ----- | ----- | ----- | ----- | ----- | ----- |
| 1 499 | 1 503 | 1 540 | 1 401 | 1 372 | 1 406 | 1 457 | 1 495 | 1 801 |

| 1962  | 1968  | 1975  | 1982  | 1990  | 1999  | 2004  | 2006  | 2009  |
| ----- | ----- | ----- | ----- | ----- | ----- | ----- | ----- | ----- |
| 1 744 | 1 878 | 2 040 | 2 027 | 1 927 | 1 917 | 1 932 | 1 963 | 2 001 |

| 2014  | 2019  | 2022  | - | - | - | - | - | - |
| ----- | ----- | ----- | - | - | - | - | - | - |
| 2 019 | 1 940 | 1 928 | - | - | - | - | - | - |

## Économie
Usine Doveurope (Mars Incorporated) : fabrication de crème glacée en barres individuelles.
Steinbourg possède un site pollué à la créosote, jadis utilisé pour traiter les traverses de chemins de fer.

## Lieux et monuments
- Gare de Steinbourg.
- Mairie de Steinbourg.

Ancien château - Le village appartenait sans doute à l'abbaye d'Andlau dès la fin du IXe siècle (héritage supposé du comte Erchanger, père de sainte Richarde, fondatrice de l'abbaye). Au XIIe siècle, le château était une petite forteresse féodale entourée de fossés et de hautes courtines. Il est mentionné pour la première fois en 1408, puis à nouveau en 1412, date de vente à l'évêque de Strasbourg.

Il était habité jusqu'en 1587 par les Münch de Wilsperg, inféodés du village et du château par les Stahel de Westhoffen, les Münch étaient une famille de petite noblesse qui assurait la garde du château et du passage du col de Saverne (le dernier de cette famille mort sans héritier, fut enterré chez lui, à Steinbourg).

En 1636, le château est détruit par les Suédois pendant la guerre de Trente Ans puis reconstruit pour devenir propriété privée. En 1681, J. G. Mayerhoffen en fut investi par l'évêché, famille qui le garda en sa possession jusqu'en 1860.

D'héritage en héritage, il fut ensuite vendu en 1938 pour devenir en 1955 la propriété de la commune.

L'édifice avec les terrains environnants appartient aujourd'hui à la commune de Steinbourg et abrite les services administratifs ainsi que la bibliothèque municipale.
- Église Saints-Pierre-et-Paul, Notice no IA00055522, sur la plateforme ouverte du patrimoine, base Mérimée, ministère français de la Culture.

C'est en 1897 qu'a été construit le presbytère et la nouvelle église de Steinbourg, l'ancienne étant devenue trop petite pour une population en forte augmentation.
L'église actuelle couvre l'implantation de l'ancienne église et de l'ancien cimetière désaffecté qui l'entourait.

Elle comprend une nef à large couloir central, un chœur à pans coupés et une tour porche avec flèche (clocher).

Le bas-relief encastré dans le mur extérieur du chœur, sous le vitrail central, représente les symboles des apôtres Pierre et Paul, saints patrons de la paroisse de Steinbourg.

Ce bas-relief est un des rares vestiges qui nous reste de l'ancienne église.
L'achèvement des travaux de construction de l'église actuelle fut marqué par une histoire mouvementée des cloches.

D'abord avec l'inauguration des premières cloches qui mirent à l'honneur plusieurs personnes promues parrains et marraines pour cet évènement.

Puis c'est en 1917 que furent démontées les trois plus grandes cloches par les Allemands à des fins militaires.

Les nouvelles cloches qui les remplacèrent furent bénies en 1924.

Pour le centenaire de l'église, d'importants travaux ont été réalisés par la commune : peinture intérieure, rénovation complète, et ravalement extérieur du bâtiment, et par la paroisse avec un nouveau beffroi et la mise en place de six nouvelles cloches.

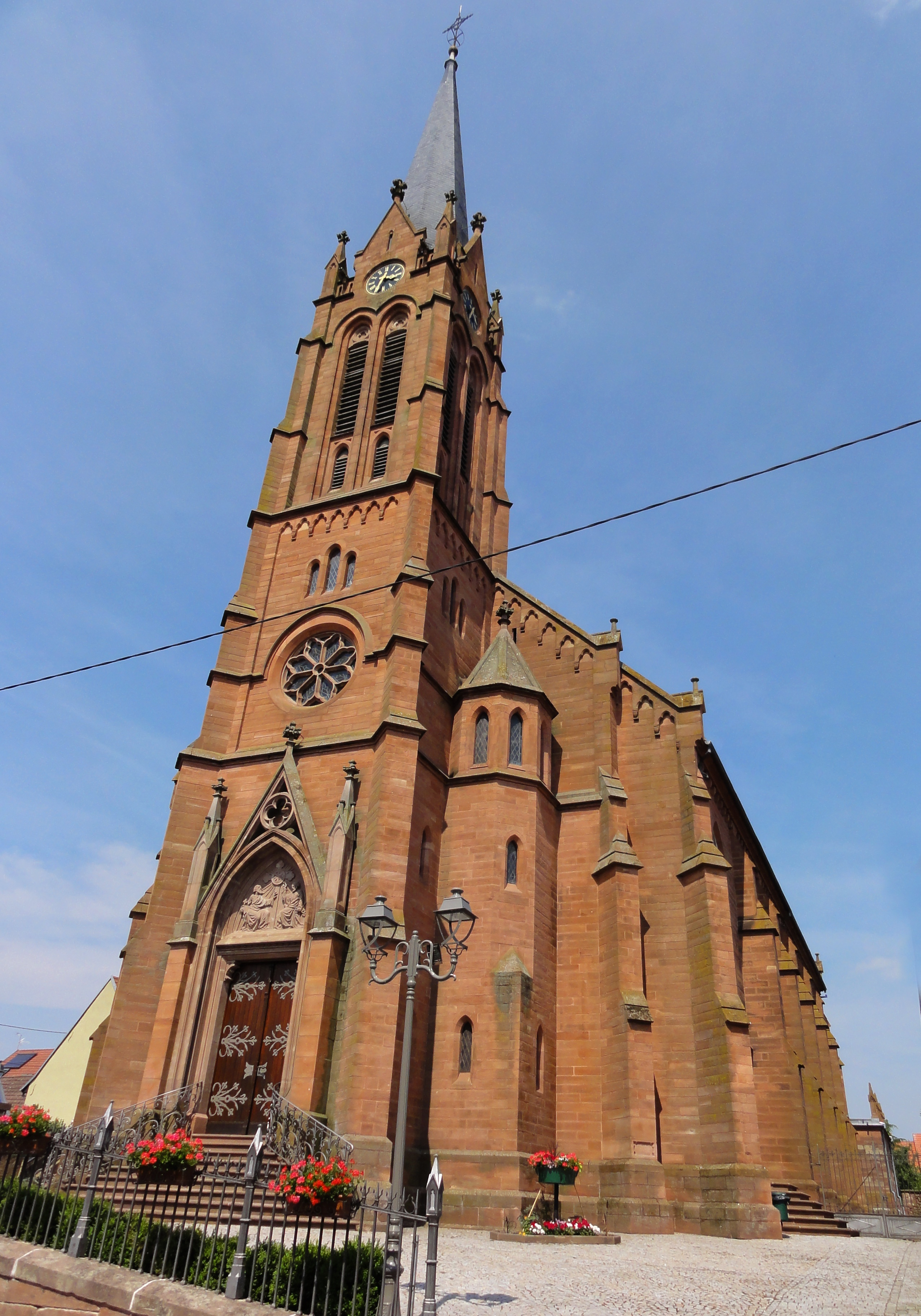
L'église.
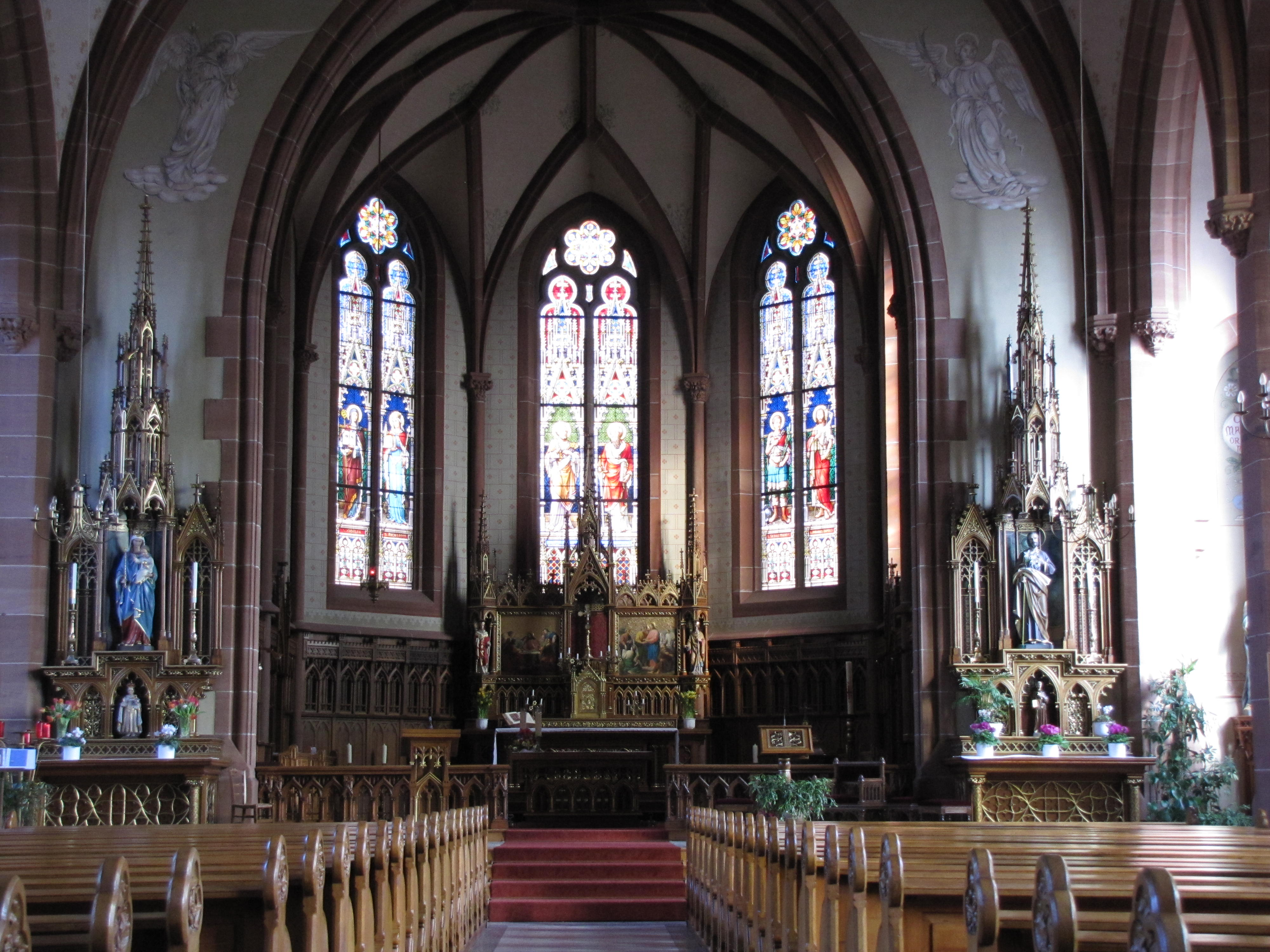
L'intérieur.
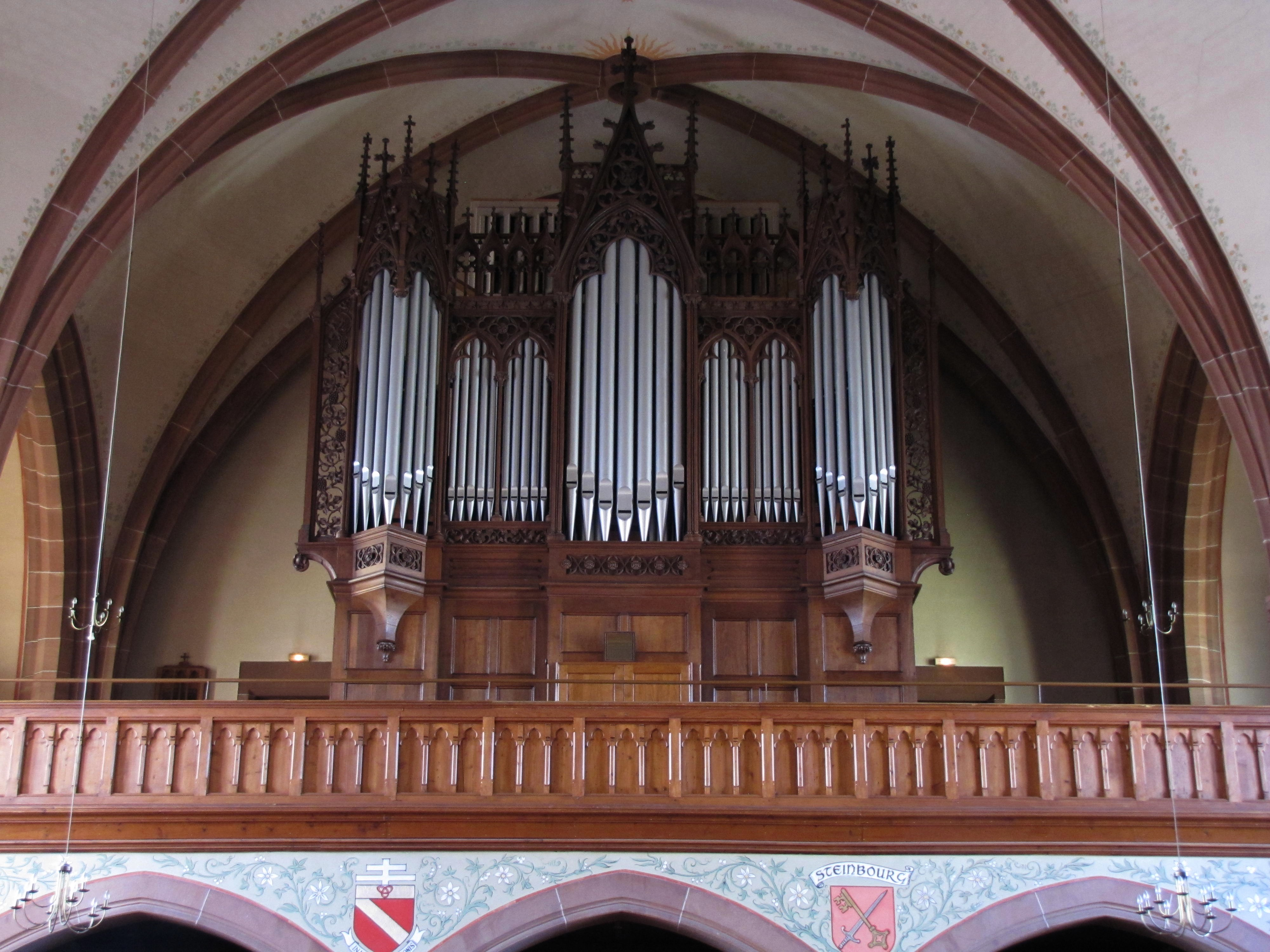
Son orgue.

- Centre tout-terrain de la vallée de la Zorn.
- Espaces naturels :

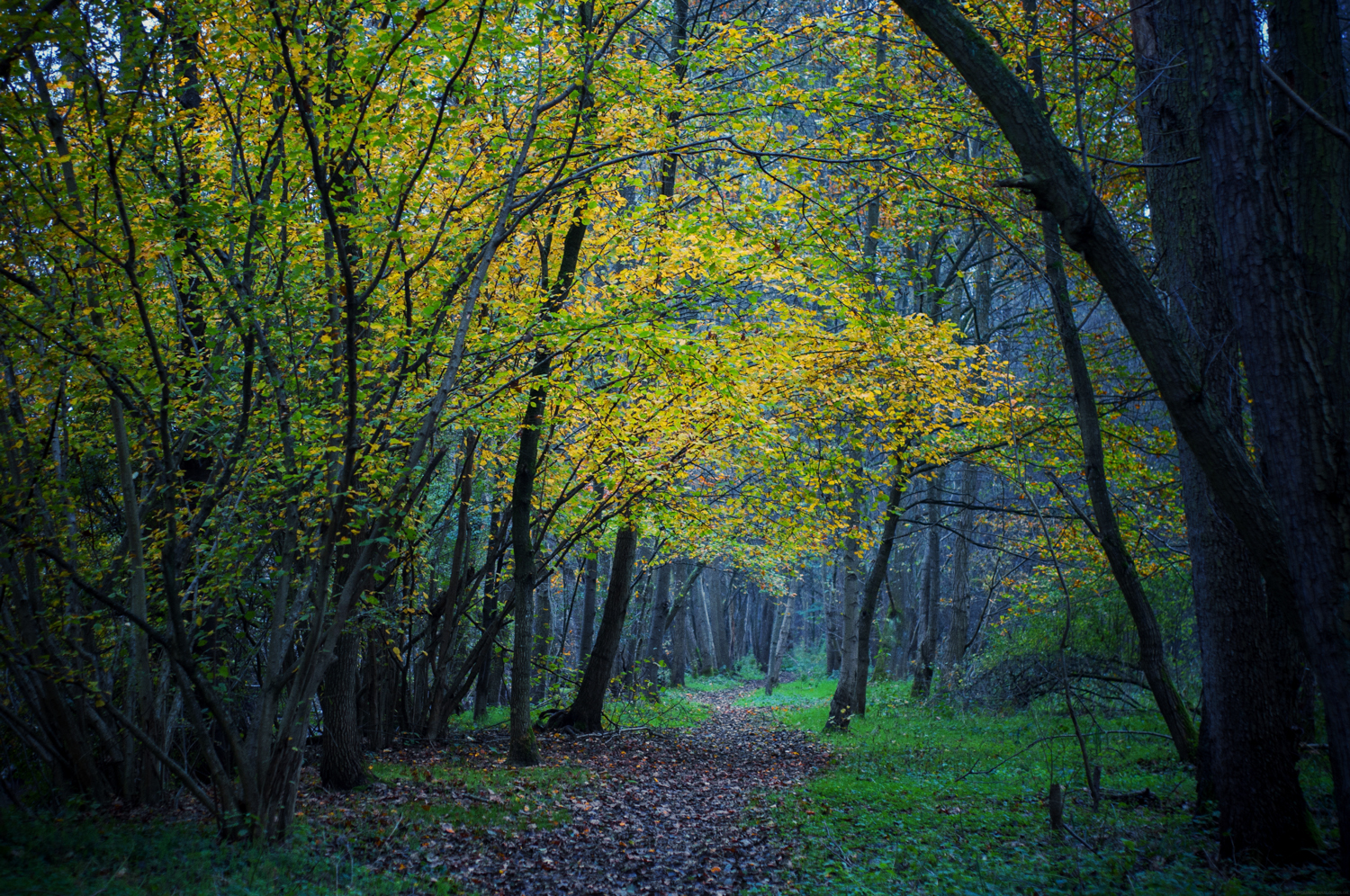
Sentier André-Weckmann.
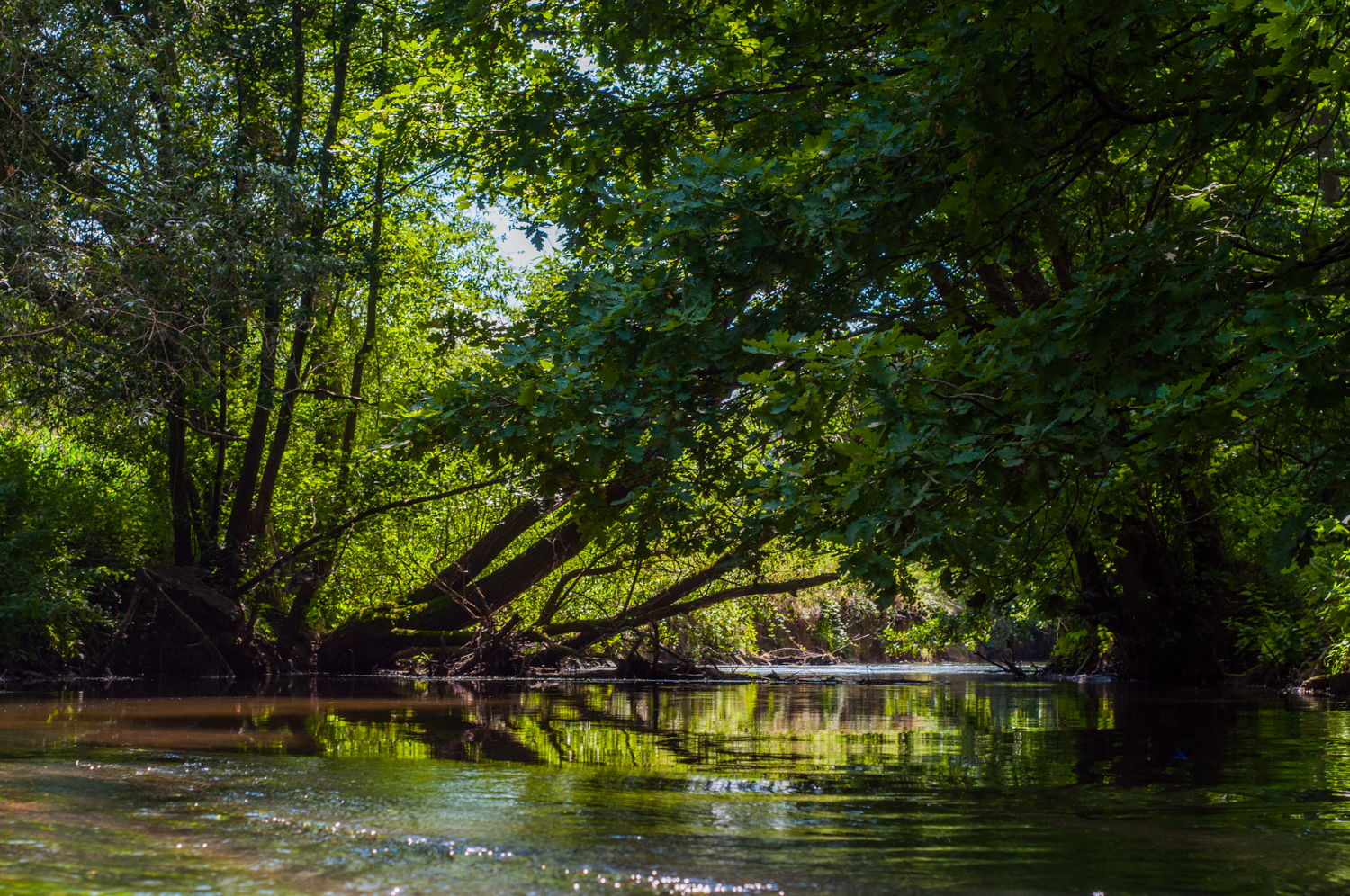
La Zorn qui longe le sentier André-Weckmann.
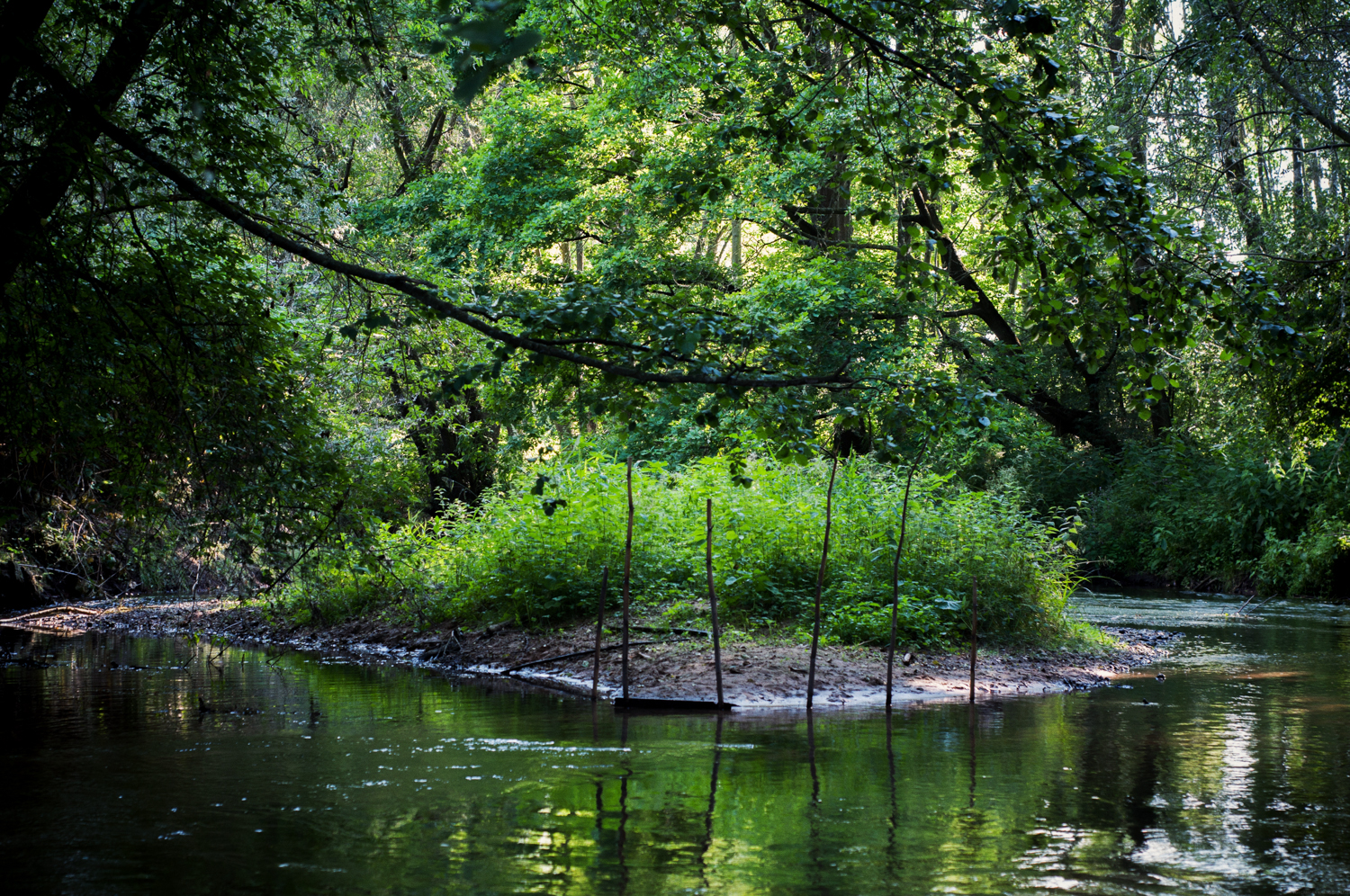
Île sur la Zorn.

## Personnalités liées à la commune
- Louis André Delenne né à Nîmes le 8 mai 1761, mort à Steinbourg le 16 décembre 1838, colonel de la Révolution et du Premier Empire.

## Associations
- D'schneller Von Steiweri, association pour la sauvegarde culturelle du village telle que la tradition des conscrits
- Le P.O.N.S.E. (association de protection des oiseaux et de la nature à Steinbourg et dans ses environs)  Site Internet du P.O.N.S.E.
- FC Steinbourg 1924, club de football local crée en 1924.

## Événements et fêtes à Steinbourg
- 1er mai : Marche populaire
- le 10e dimanche après Pâques : Fête-Dieu
- le premier week-end de juillet : Messti du village.
- 13 juillet : Fête populaire - Bal du 14-Juillet
- le premier weekend d'août : Festival Pow Wow
- le premier samedi du mois de décembre : Fête de la Sainte-Barbe